# Bounphachan Bounkong
Bounphachan Bounkong (laotisch ບຸນພະຈັນ ບຸນກອງ; * 20. November 2000 in Savannakhet) ist ein laotischer Fußballspieler.

## Karriere

### Verein
Bounphachan Bounkong erlernte das Fußballspielen in der Jugendmannschaft vom Savan United FC. 2018 wechselte er zum Young Elephants FC. Der Verein aus der laotischen Hauptstadt Vientiane spielte in der ersten Liga des Landes, der Lao Premier League. 2020 und 2022 gewann er mit den Elephants den Lao FF Cup. Am Ende der Saison 2022 und 2023 feierte er mit dem Verein den Gewinn der laotischen Meisterschaft. 2023 wurde er mit 16 Toren Torschützenkönig der Liga. Nach der Saison wechselte er im Juli 2023 nach Kambodscha. Hier schloss er sich dem Erstligisten Preah Khan Reach Svay Rieng in Svay Rieng an.

### Nationalmannschaft
Bounphachan Bounkong spielt seit 2018 in der Nationalmannschaft von Laos. Bisher bestritt er 29 Länderspiele.

## Erfolge
Young Elephants FC
- Laotischer Meister: 2022, 2023
- Laotischer Pokalsieger: 2020, 2022

Preah Khan Reach Svay Rieng
- Kambodschanischer Meister: 2023/24
- Kambodschanischer Pokalsieger: 2023/24

## Auszeichnungen
Lao Premier League
- Torschützenkönig: 2023